# وادي فينان
وادي فينان وادي في جنوب الأردن، يقع على الحدود بين محافظة الطفيلة ومحافظتي العقبة ومعان على بعد نحو 100 كم جنوب البحر الميت وبمحاذاة محمية ضانا. عرف الوادي تاريخياً باحتواءه على أكبر رواسب النحاس في جنوب بلاد الشام، والتي تم استغلالها بشكل مكثف منذ العصر النحاسي (4500 - 3100 قبل الميلاد) وحتى العصر المملوكي (1250 - 1516 م). كما يضم الوداي عددًا من المواقع المهمة التي تعود إلى عصور ما قبل التاريخ.

## تاريخ المنطقة
يقع في الأردن، ويبعد 60 كم شرق البحر الميت. اكتشف عام 1996، أجري فيه أربع مواسم من الحفريات عامي 1997 و 1998. كشفت الحفريات في الخندق الأول عن مبنى دائري جدرانه مبنية من الحجارة فوق الأرض مباشرة، أما في الخندق الثاني فقد تم الكشف عن مبنى دائري جدرانه مبنية تحت سطح الأرض يحتوي على أرضية ومدفن محفور في الأرضية، وعثر داخل المبنى على مجموعة من الأدوات الحجرية والصوانية. ودلّت مخلفات العظام الحيوانية على أن سكان الموقع اعتمدوا على صيد الماعز البري، والثعلب البري، والطيور، واعتمدوا على جمع والتقاط النباتات والحبوب البرية كالشعير (البزور 2003: 62). كما اكتشف فيه أقدم منجم لتعدين النحاس.

## السياحة البيئية
نظراً لجمال الموقع الخلاب، أصبح محط أنظار من ينشدون السياحة البرية. لذا أقيم فيه مخيم «نزل فينان» الذي يمتاز بتصميمه الفريد وباستغلاله الطاقة الشمسية لتشغيل بنيته التحتية بعيداً عن الكهرباء التي تستبدل ليلاً بالشموع. ويحتوي النزل الذي يبعد نحو 160كم عن مدينة العقبة، والذي أقامته «برية الأردن»، على 26 غرفة ويتسع لـ26 شخصاً؛ ويحظى زائروه ببرنامج سياحي يشمل رحلات استكشافية سيراً على الأقدام أو على الدراجات الحديثة التي تتلاءم مع وعورة الوادي.

## معرض الصور

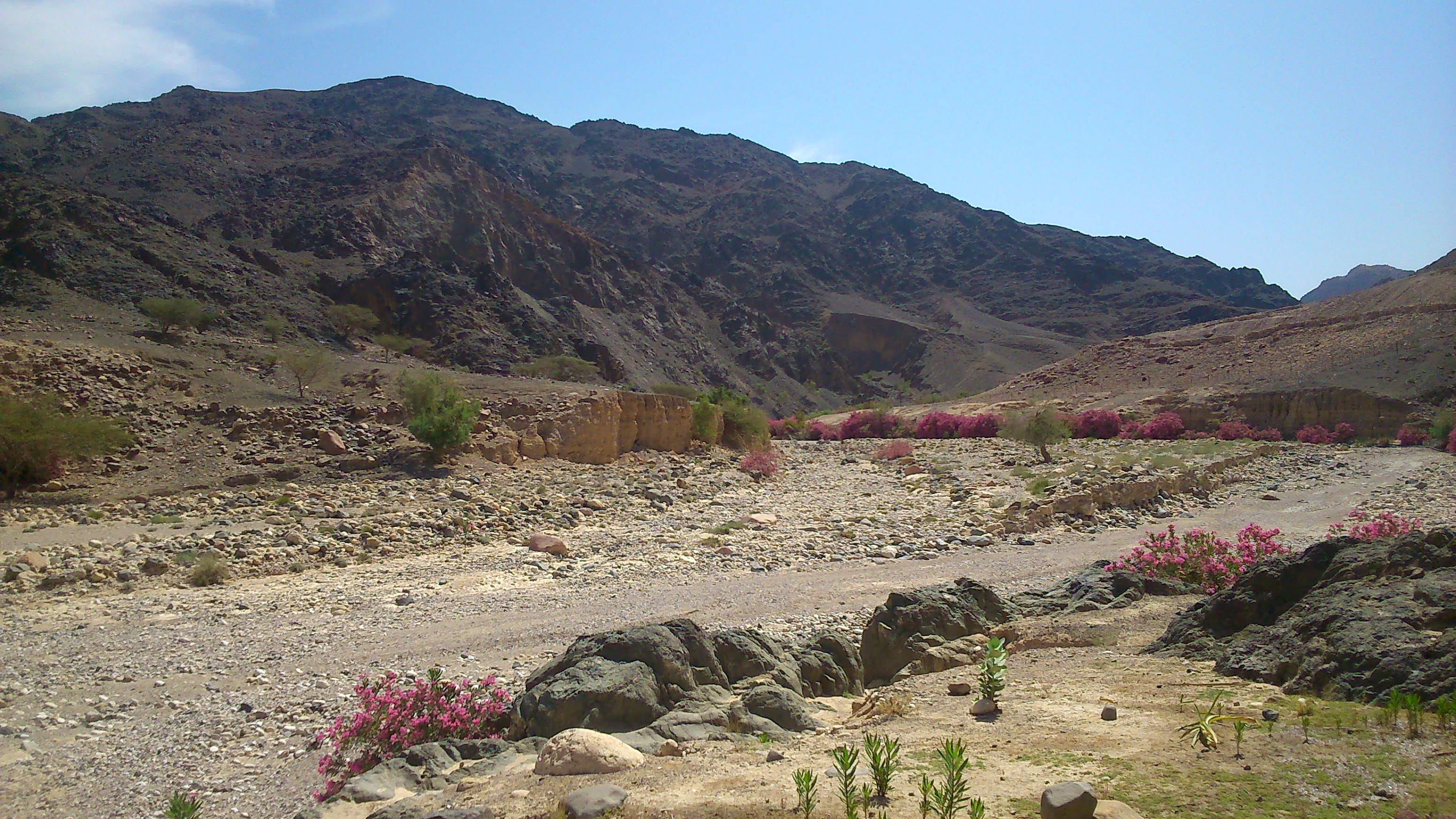
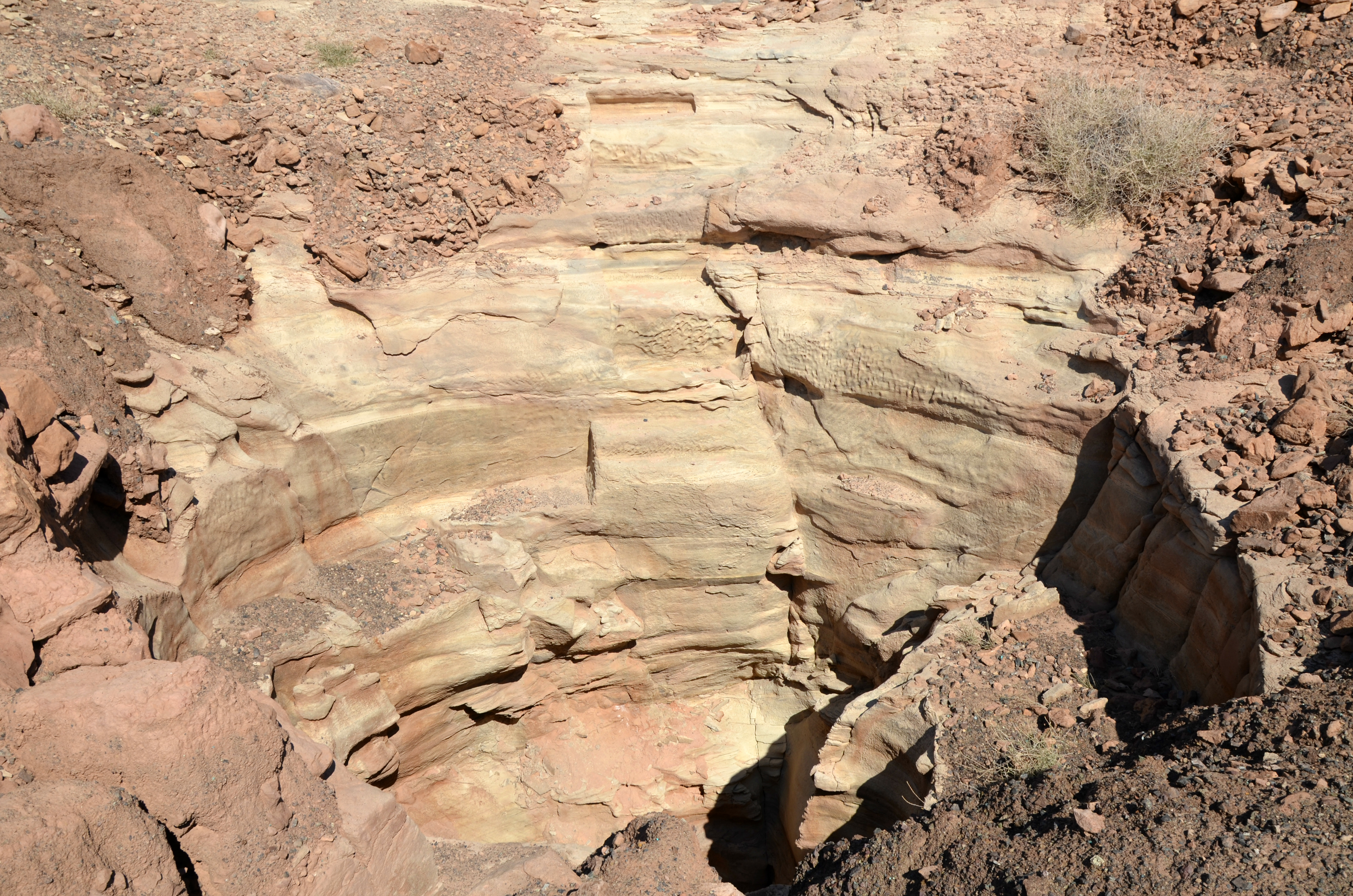
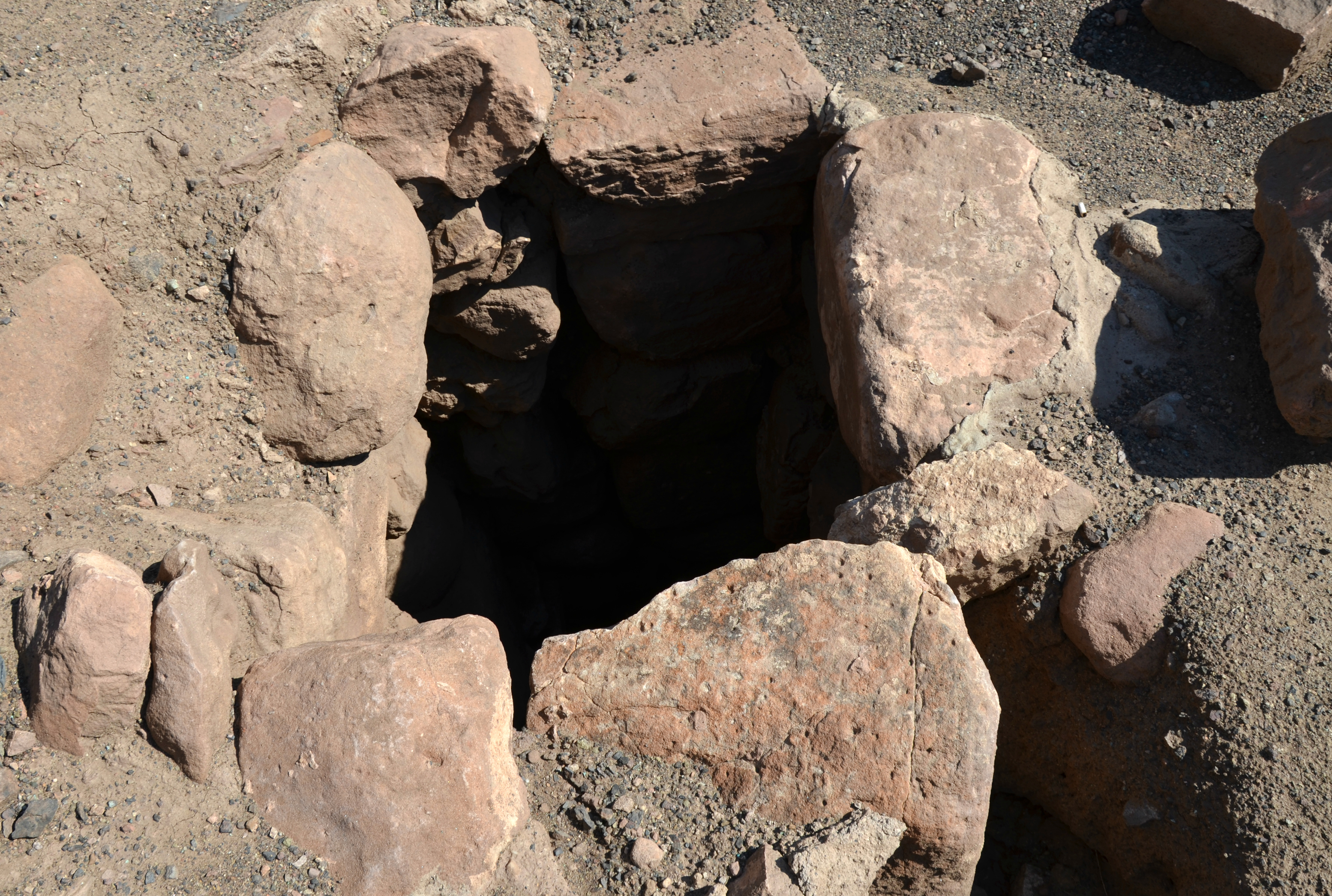
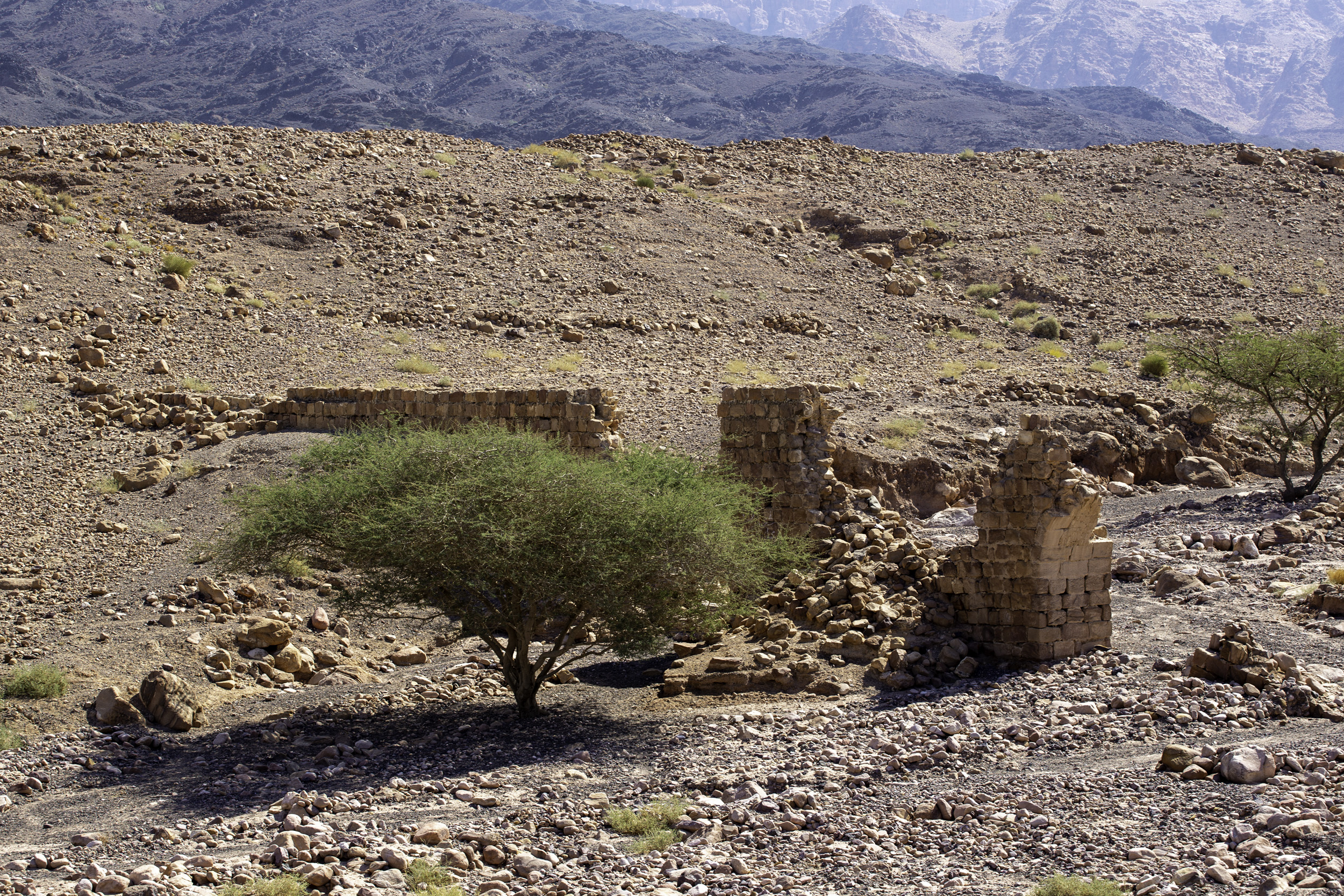
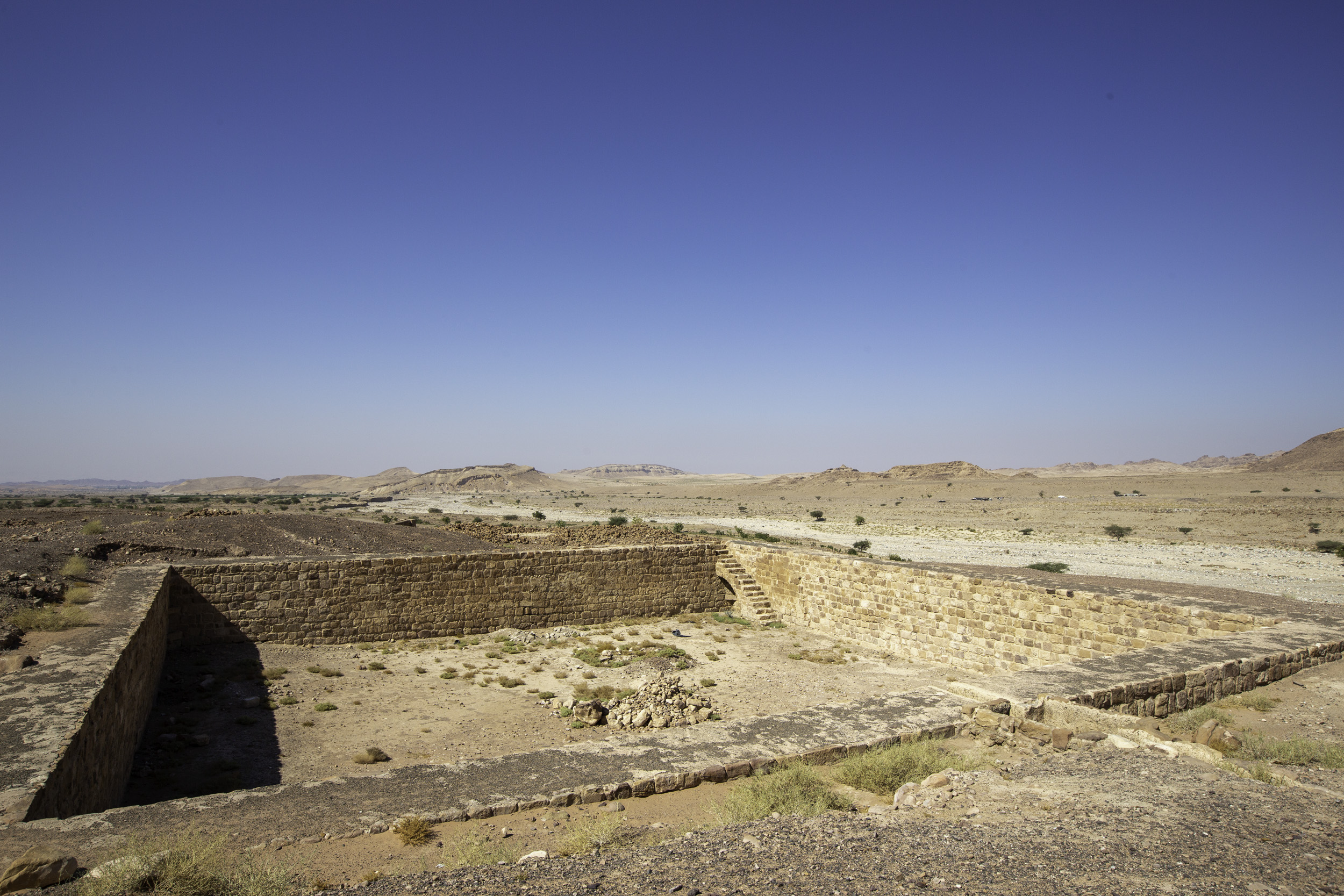
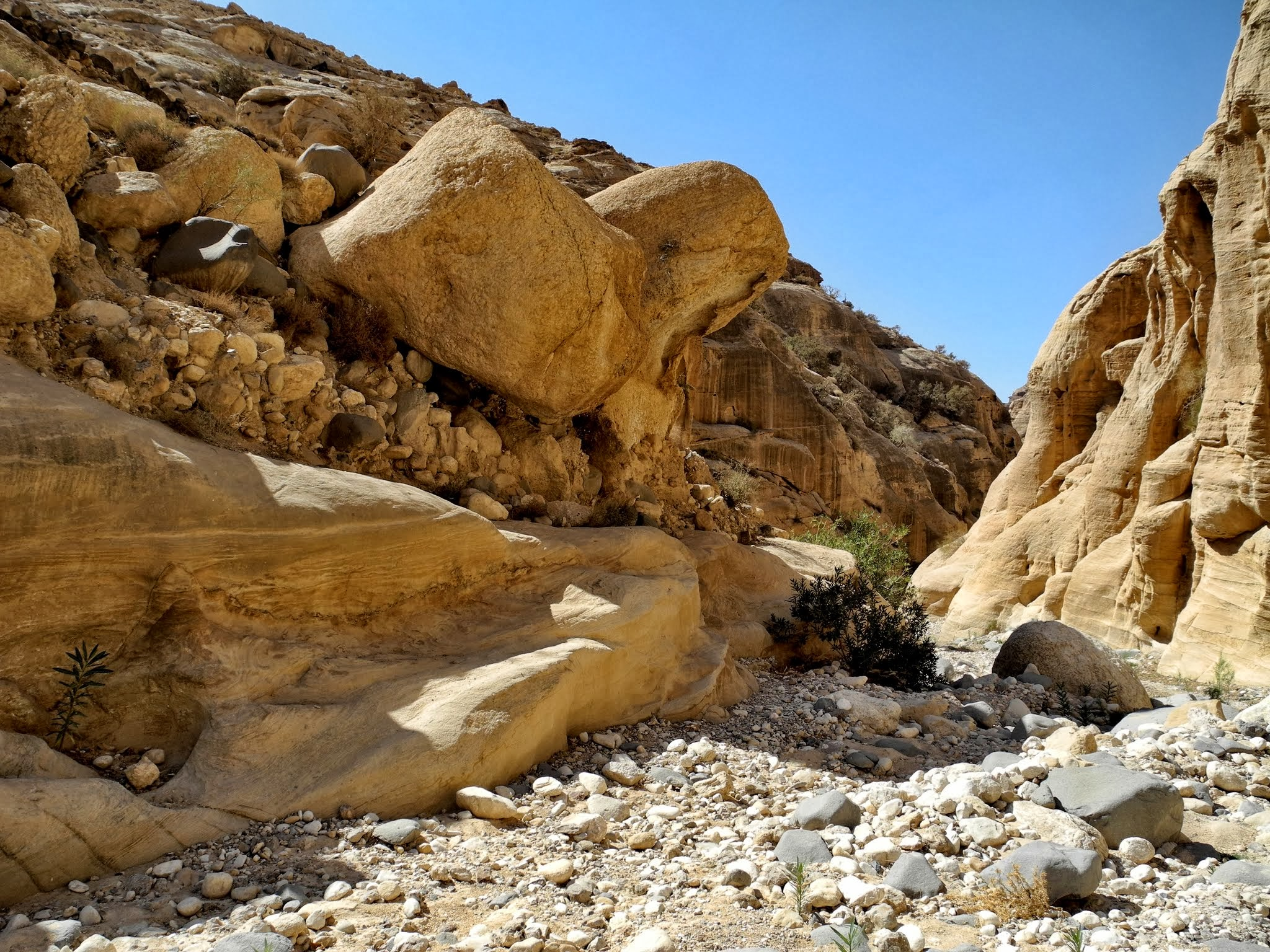
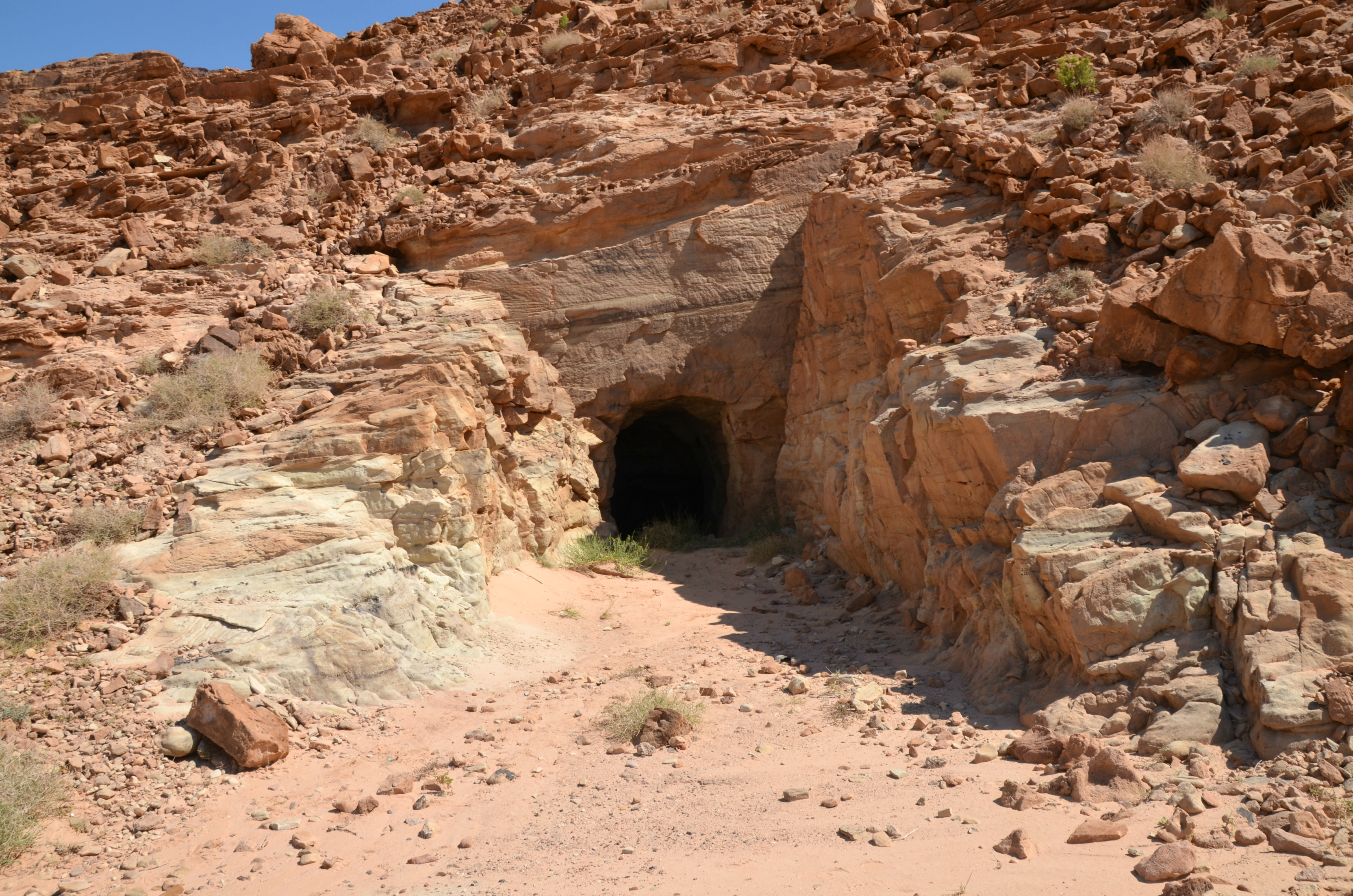
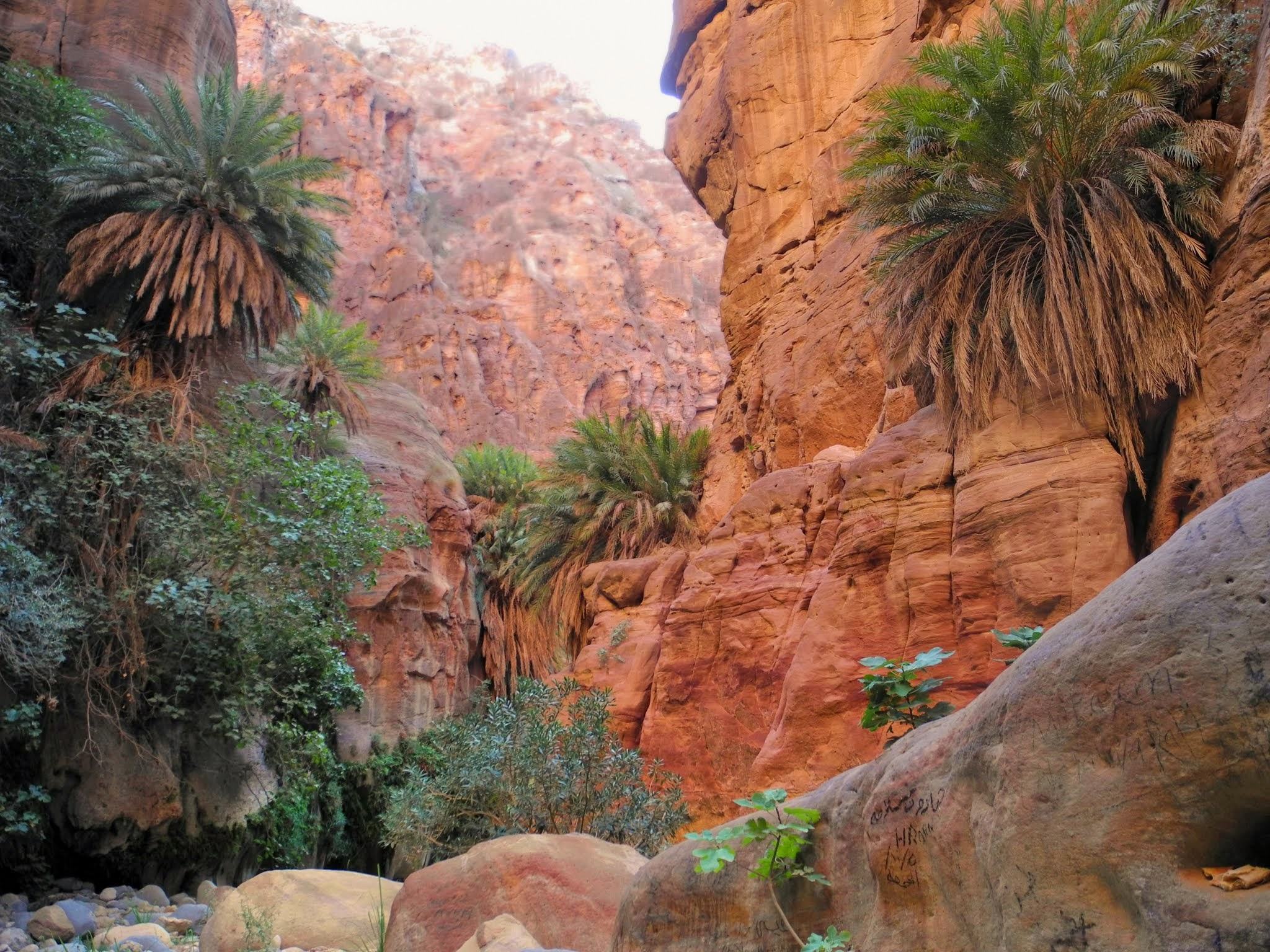
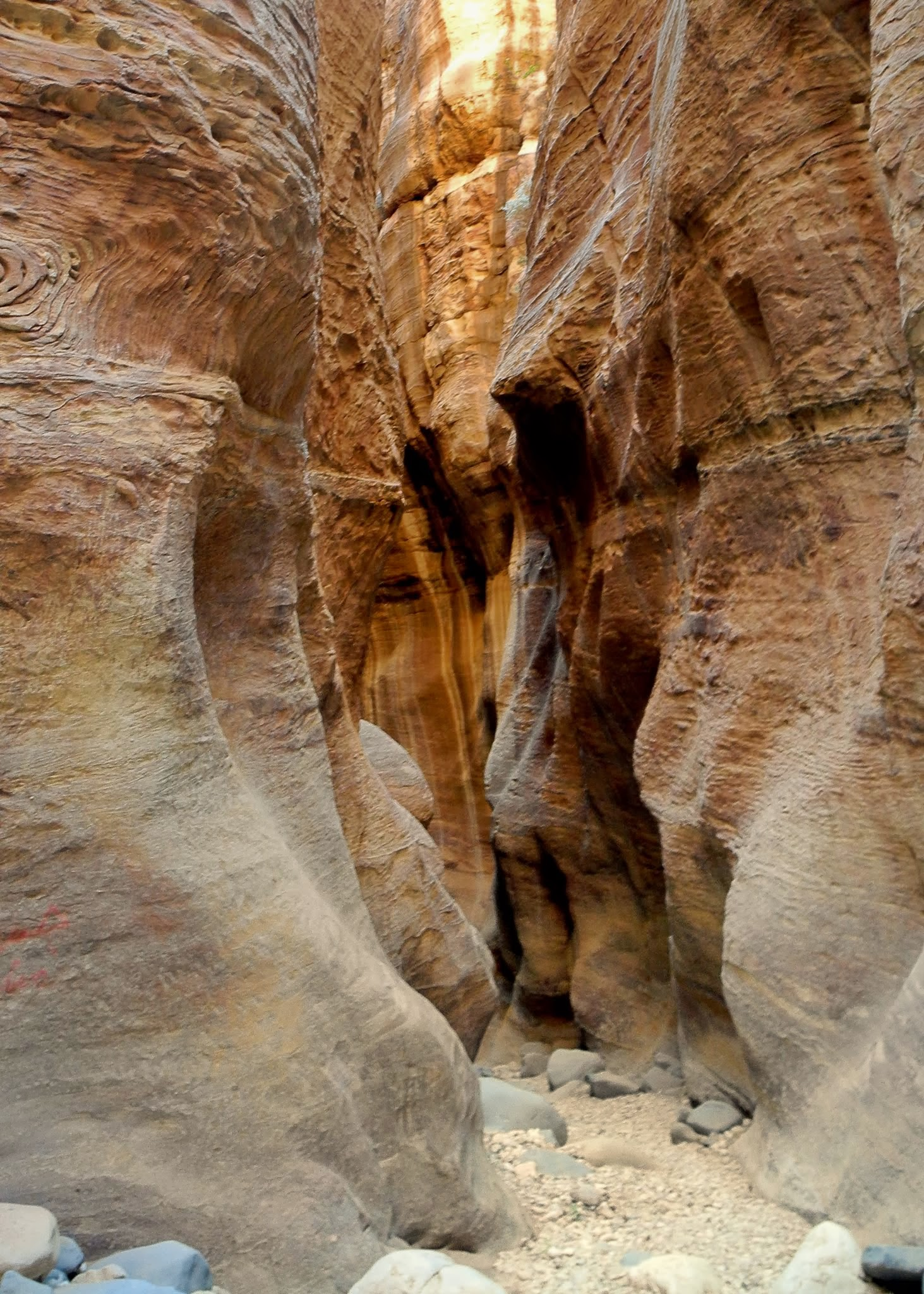